# Scottish Division One 1909/10
Die Scottish Football League Division One wurde 1909/10 zum 17. Mal ausgetragen. Es war zudem die 20. Austragung der höchsten Fußball-Spielklasse innerhalb der Scottish Football League, in der der Schottische Meister ermittelt wurde. Sie begann am 16. August 1909 und endete am 30. April 1910. In der Saison 1909/10 traten 18 Vereine in insgesamt 34 Spieltagen gegeneinander an. Jedes Team spielte jeweils einmal zu Hause und auswärts gegen jedes andere Team. Es galt die 2-Punkte-Regel. Bei Punktgleichheit waren die Vereine (mit derselben Punktausbeute) gleich platziert.
Die Meisterschaft gewann zum insgesamt zehnten Mal in der Vereinsgeschichte Celtic Glasgow. Obwohl in dieser Saison keine Mannschaft abstieg, verzichtete am Ende der Saison Port Glasgow Athletic auf eine weitere Teilnahme an der Division One. Torschützenkönige wurden mit jeweils 24 Treffern Jimmy Quinn von Celtic Glasgow und Jock Simpson von FC Falkirk.

## Vereine
| Verein                | Stadt        | Stadion           |
| --------------------- | ------------ | ----------------- |
| FC Aberdeen           | Aberdeen     | Pittodrie Stadium |
| Airdrieonians FC      | Airdrie      | Broomfield Park   |
| Celtic Glasgow        | Glasgow      | Celtic Park       |
| FC Clyde              | Glasgow      | Shawfield Stadium |
| FC Dundee             | Dundee       | Dens Park         |
| FC Falkirk            | Falkirk      | Brockville Park   |
| FC Kilmarnock         | Kilmarnock   | Rugby Park        |
| FC Motherwell         | Motherwell   | Fir Park          |
| FC Queen’s Park       | Glasgow      | Hampden Park      |
| FC St. Mirren         | Paisley      | St. Mirren Park   |
| Glasgow Rangers       | Glasgow      | Ibrox Park        |
| Greenock Morton       | Greenock     | Cappielow Park    |
| Hamilton Academical   | Hamilton     | Douglas Park      |
| Heart of Midlothian   | Edinburgh    | Tynecastle Park   |
| Hibernian Edinburgh   | Edinburgh    | Easter Road       |
| Partick Thistle       | Glasgow      | Firhill Stadium   |
| Port Glasgow Athletic | Port Glasgow | Clune Park        |
| Third Lanark          | Glasgow      | New Cathkin Park  |

## Statistik

### Abschlusstabelle
| Pl. | Verein                | Sp. | S  | U  | N  | Tore    | Diff. | Punkte |
| --- | --------------------- | --- | -- | -- | -- | ------- | ----- | ------ |
| 1.  | Celtic Glasgow (M)    | 34  | 24 | 6  | 4  | 063:220 | +41   | 54:14  |
| 2.  | FC Falkirk            | 34  | 22 | 8  | 4  | 071:280 | +43   | 52:16  |
| 3.  | Glasgow Rangers       | 34  | 20 | 6  | 8  | 070:350 | +35   | 46:22  |
| 4.  | FC Aberdeen           | 34  | 16 | 8  | 10 | 044:290 | +15   | 40:28  |
| 5.  | FC Clyde              | 34  | 14 | 9  | 11 | 047:400 | +7    | 37:31  |
| 6.  | FC Dundee             | 34  | 14 | 8  | 12 | 052:440 | +8    | 36:32  |
| 7.  | Third Lanark          | 34  | 13 | 8  | 13 | 062:440 | +18   | 34:34  |
| 7.  | Hibernian Edinburgh   | 34  | 14 | 6  | 14 | 033:400 | −7    | 34:34  |
| 9.  | Airdrieonians FC      | 34  | 12 | 9  | 13 | 046:570 | −11   | 33:35  |
| 10. | FC Motherwell         | 34  | 12 | 8  | 14 | 059:600 | −1    | 32:36  |
| 10. | FC Kilmarnock         | 34  | 12 | 8  | 14 | 053:590 | −6    | 32:36  |
| 12. | Heart of Midlothian   | 34  | 12 | 7  | 15 | 059:500 | +9    | 31:37  |
| 12. | FC St. Mirren         | 34  | 13 | 5  | 16 | 048:580 | −10   | 31:37  |
| 14. | FC Queen’s Park       | 34  | 12 | 6  | 16 | 054:740 | −20   | 30:38  |
| 15. | Hamilton Academical   | 34  | 11 | 6  | 17 | 050:670 | −17   | 28:40  |
| 16. | Partick Thistle       | 34  | 8  | 10 | 16 | 045:590 | −14   | 26:42  |
| 17. | Morton                | 34  | 11 | 3  | 20 | 038:600 | −22   | 25:43  |
| 18. | Port Glasgow Athletic | 34  | 3  | 5  | 26 | 025:930 | −68   | 11:57  |

| Saison 1909/10 |

| Zum Saisonende 1908/09 |                       |
| (M)                    | Meister des Vorjahres |

## Wahlprozedere
Die Regularien der Scottish Football League sahen vor, dass sich am Saisonende die zwei schlechtesten platzierten Teams zu Wiederwahl stellen mussten. Abgestimmt wurde auf der jährlichen Hauptversammlung der Scottish Football League, bei der zugleich über Neuaufnahmen entschieden wurde. Dieses Wahlsystem bestimmte bis 1922 den Auf- und Abstieg zwischen der Division One und Division Two.
| Verein       | # Stimmen | Ergebnis      | Division     |
| ------------ | --------- | ------------- | ------------ |
| Morton       | 16        | wiedergewählt | Division One |
| Raith Rovers | 13        | aufgenommen   | Division Two |
| Ayr United   | 2         | nicht gewählt | Division Two |
| FC Abercorn  | 1         | nicht gewählt | Division Two |
| FC Dumbarton | 0         | nicht gewählt | Division Two |